# 鍋島弘治朗
鍋島 弘治朗（なべしま こうじろう、1961年〈昭和36年〉 - ）は、日本の言語学者。関西大学教授。専門は、認知言語学・語用論・メタファー研究。

## 経歴
1961年、三重県四日市市生まれ。上智大学経済学部卒業後、ソニー勤務を経て、1993年に大阪大学言語文化研究所修士課程修了、フルブライト留学により1997年にカリフォルニア大学バークレー校言語学科修士課程修了。2007年、関西大学より博士（文学）の学位を取得。2018年現在、関西大学文学部総合人文学科 英米文学英語学専修教授。日本語用論学会評議員、事業委員長。

## 著書

### 単著
- 『日本語のメタファー』くろしお出版、2011年5月。ISBN 9784874245125。
- 『メタファーと身体性』ひつじ書房、2016年9月。ISBN 9784894766211。
- 『認知言語学の大冒険』開拓社、2020年12月。ISBN 9784758922852。

### 共著
- 鍋島弘治朗、マイケル・ブルックス『英日翻訳の技術 認知言語学的発想！』くろしお出版、2020年6月。ISBN 9784874248324。

### 共編
- 鍋島弘治朗・楠見孝・内海彰 編『メタファー研究』 1巻、ひつじ書房、2018年7月。ISBN 9784894768932。
- 鍋島弘治朗・楠見孝・内海彰 編『メタファー研究』 2巻、ひつじ書房、2019年12月。ISBN 9784894769823。

### 共訳
- ジョージ・レイコフ 著、小林良彰・鍋島弘治朗 訳『比喩によるモラルと政治 米国における保守とリベラル』木鐸社、1998年7月。ISBN 9784833222624。
- ジョン・R.テイラー 著、辻幸夫・鍋島弘治朗・篠原俊吾・菅井三実 訳『認知言語学のための14章』紀伊國屋書店、2008年2月。ISBN 9784314010320。